# Franck Ohandza
Franck Ohandza (Ngong, 28 settembre 1991) è un calciatore camerunese, attaccante svincolato.

## Carriera

### Club
Nella stagione 2012 ha giocato 6 partite nell'AFC Champions League con il Buriram United, mettendo anche a segno 2 reti; successivamente ha trascorso la stagione 2012-2013 al Greuther Fürth in Bundesliga, senza mai venire impiegato in partite ufficiali. Quindi si trasferisce all'Īraklīs Psachna, nella seconda divisione greca, e successivamente in Croazia, inizialmente in seconda divisione al Sesvete e poi all'Hajduk Spalato in prima divisione, per tre stagioni, dove le buone prestazioni gli valgono l'ingaggio in Cina da parte dello Shenzhen, militante nella Super League cinese. Poco prima dell'inizio della stagione 2019 firma per l'Henan Jianye.

### Nazionale
Nel 2011 ha preso parte alla Coppa d'Africa Under-20 e al Mondiale Under-20.

## Palmarès

### Club

#### Competizioni nazionali
- Thai Premier League: 1

Buriram United: 2011
- Thai FA Cup: 2

Buriram United: 2011, 2012
- Thai League Cup: 2

Buriram United: 2011, 2012